# Église de l'Intercession de Fastiv
Pour les articles homonymes, voir Église de l'Intercession-de-la-Mère-de-Dieu.
L'église de l'intercession de Fastiv (ukrainien : Покровська церква (Фастів)) est classée comme monument national ukrainien. C'est une église en bois qui est située dans la ville de Fastiv en Ukraine.

## Historique
Elle est à trois parties ce qui est caractéristique des églises en bois du centre de l'Ukraine, son clocher, aussi en bois est séparé. La construction actuelle est de 1740 sur l'emplacement d'une église plus ancienne. La tradition l’attribue au cosaque Cemen Paly. EN 1862 elle est agrandie d'un avant corps.

## Voir aussi

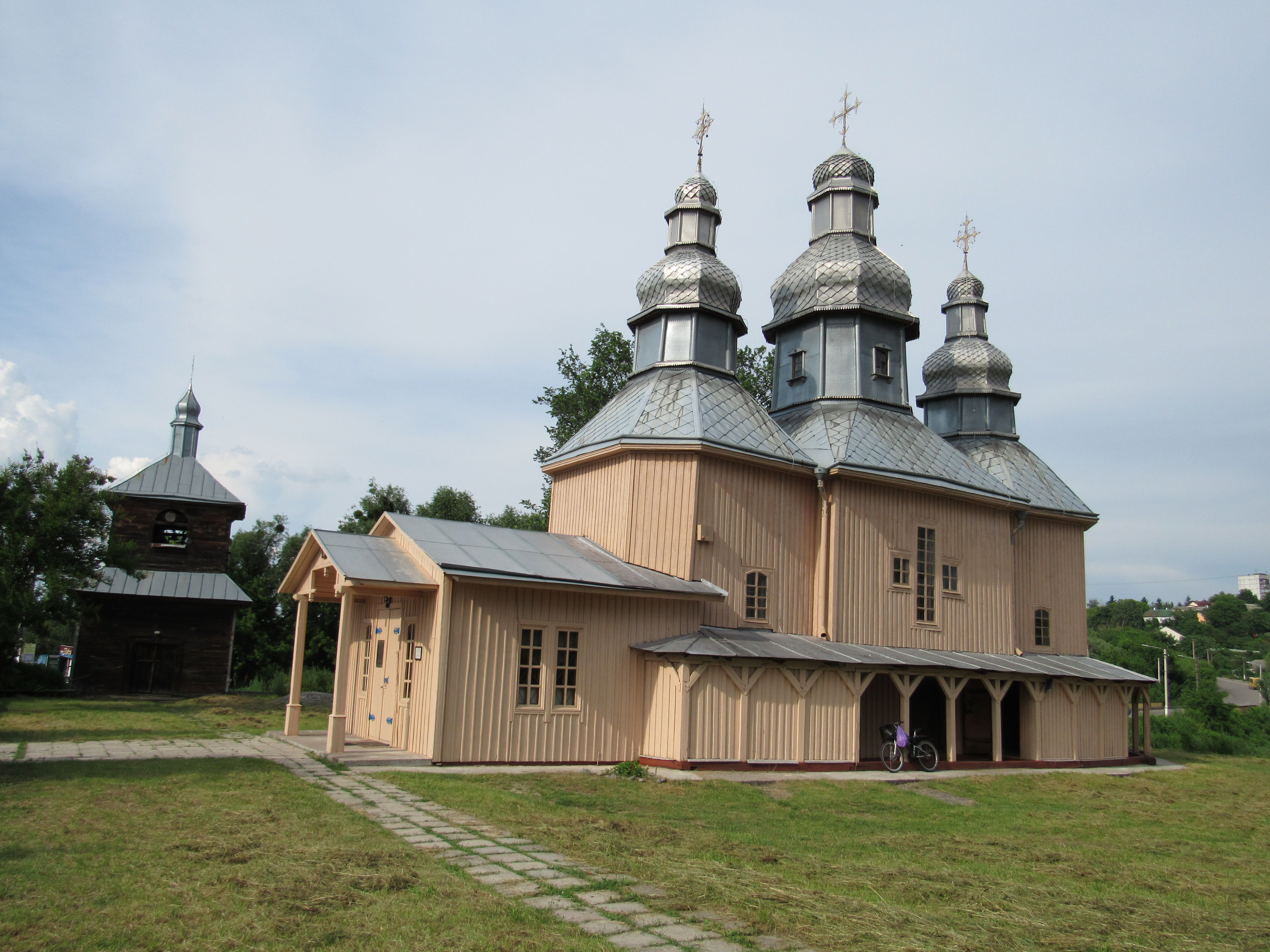
Vue générale,
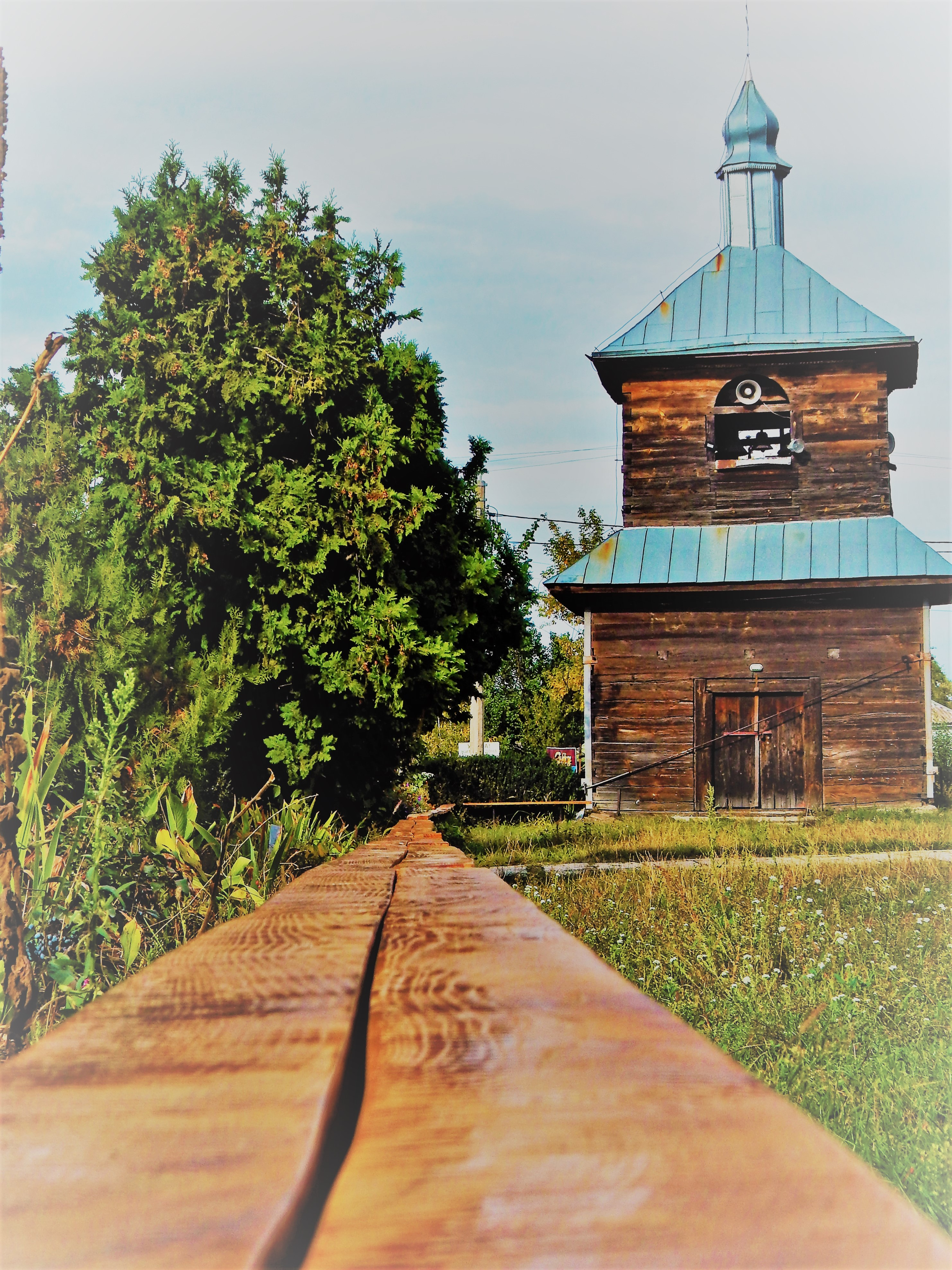
son clocher,
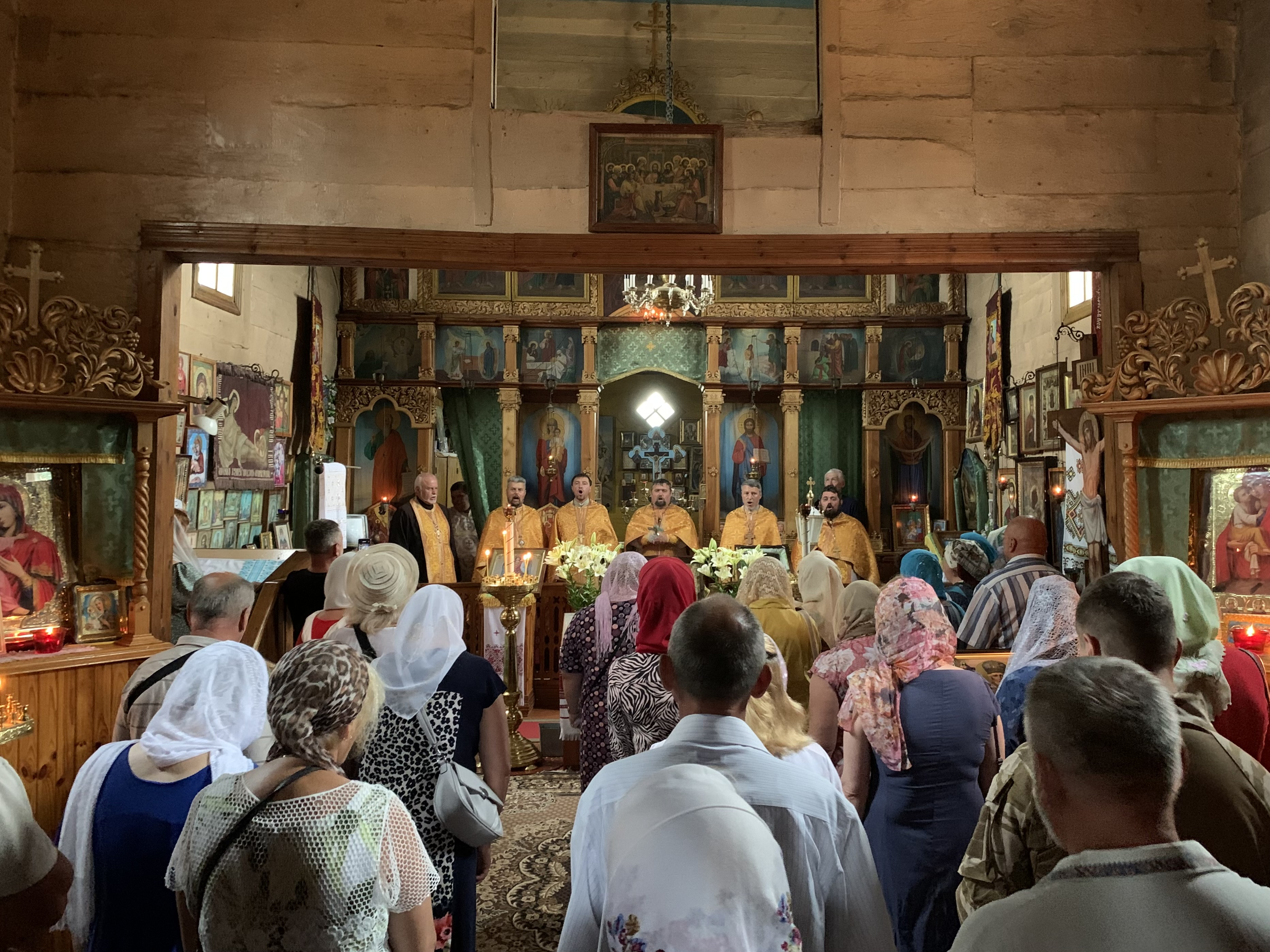
intérieur
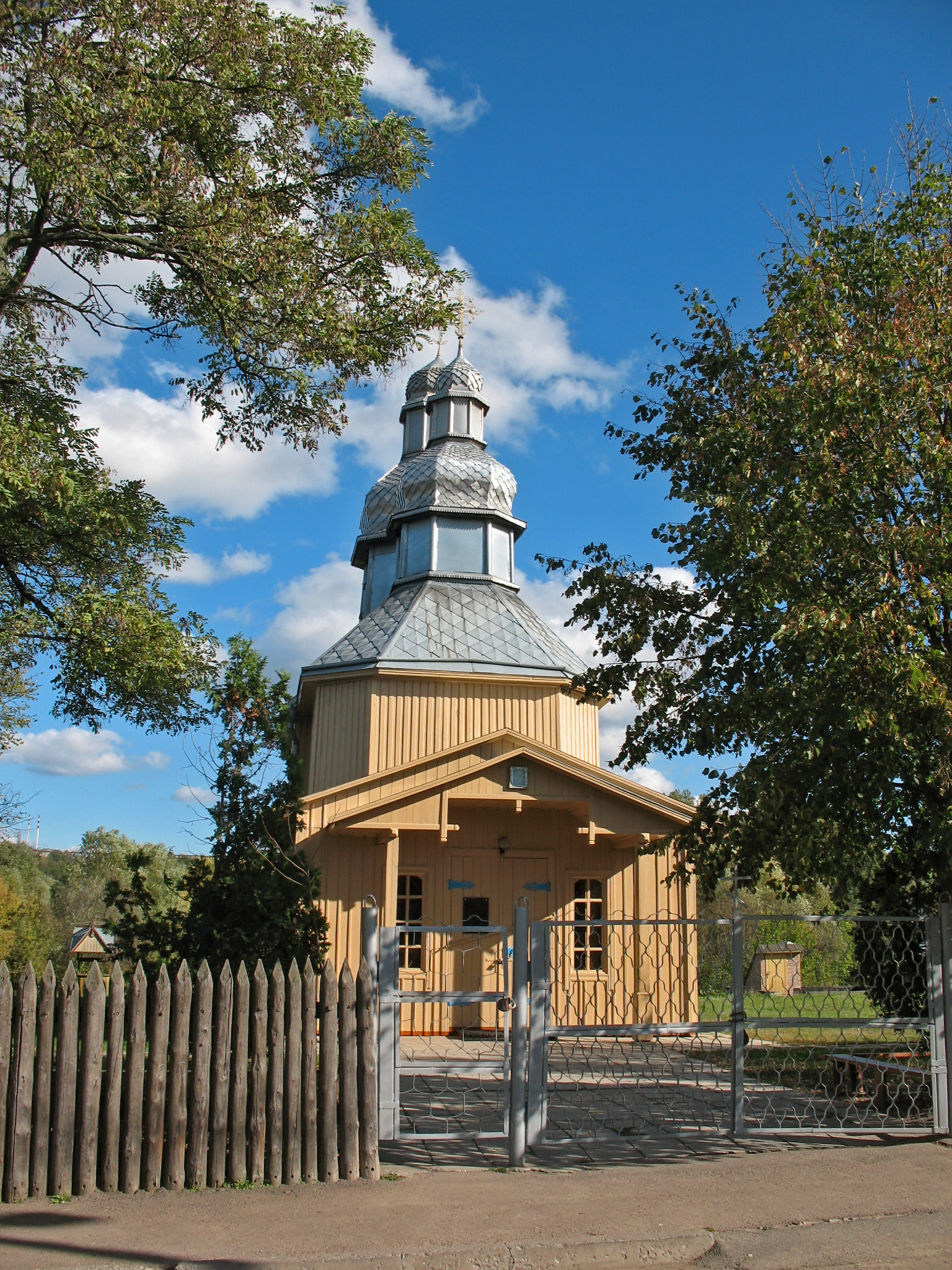
et portail.